# 童家湖
童家湖是一个位于中国湖北省孝感、黄陂县的湖泊，面积约为8.5平方千米。